# Belén Fútbol Club
El Belén Fútbol Club fue un equipo de fútbol de Costa Rica que jugó en la Primera División de Costa Rica, la primera categoría nacional.

## Historia
Fue fundado el 13 de junio de 1979 en el cantón de Belén de la provincia de Heredia con el nombre Asociación Deportiva Belén, el cual usaron como equipo aficionado.
En 1987 bajo el nombre Belén-Calle Flores es campeón de la Primera División de LINAFA y asciende por primera vez a la Segunda División de Costa Rica. Luego de seis temporadas logra el ascenso a la Primera División de Costa Rica como Belén-Herediano (por un convenio con el CS Herediano) luego de vencer 4-2 al AD Sagrada Familia y ser el segundo equipo de la provincia de Heredia en primera división.
Su debut en la primera división se da en la temporada 1993–94 como A.D. Belén en el viejo Estadio Nacional con una derrota 1-4 ante el Deportivo Saprissa.
En la temporada 1995-96 pasa a llamarse Belén-Pedregal y lo dirige Alexander Guimaraes con quien finaliza en quinto lugar, siendo ésta su mejor temporada en la primera categoría. El 2 de junio de 1996 gana la Copa Federación venciendo 1-0 al Cartaginés en la final, pero dos años después desciende a la segunda categoría.
El 1997 de nuevo como A.D. Belén participa por primera vez en un torneo internacional, en la Recopa de la CONCACAF 1997 dirigidos por el entrenador "Quique" Vasquez, eliminando en la primera ronda al Diriangen FC de Nicaragua (2–1 y 3–2), pero es eliminado en la segunda ronda por el CD Olimpia de Honduras (3–0).
En 2003 dirigidos por Mario Solis el A.D. Belén regresa a la primera división al vencer al Cartagena en la final, pero desciende dos años después dirigidos por Benjamín Mayorga.
En la temporada 2010–11 dirigidos por Vinicio Alvarado con el nombre Belén siglo XXI es campeón de la segunda categoría venciendo nuevamente al Cartagena por marcador de 3–0 y regresa a la primera categoría.
El 31 de julio de 2011 cambia su nombre por el de Belén Bridgestone F.C., permaneciendo en la primera categoría hasta abril de 2017 cuando decidieron mudar el equipo al cantón de Goicoechea en la provincia de San José y pasara a llamarse Guadalupe FC.

## Palmarés
- Segunda División de Costa Rica: 3

1992/93, 2002/03, 2010/11
- Primera División de LINAFA: 1

1987
- Copa Federación: 1

1996

## Participación en competiciones de la Concacaf
| Temporada | Torneo                | Ronda | Club         | Casa | Visita | Global |
| --------- | --------------------- | ----- | ------------ | ---- | ------ | ------ |
| 1997      | Recopa de la Concacaf | 1     | Diriangen FC | 2-1  | 3-2    | 5-3    |
| 1997      | Recopa de la Concacaf | 2     | CD Olimpia   | 1    | 0-3    | 0-3    |

1- La serie se jugó a partido único.

## Entrenadores
| - Enrique "Quique" Vásquez (1987) - Armando Rodríguez (1993) - Manuel Arias (1993) - Rodolfo Arias (1993) - Juan Luis Hernández (1994) - Alexandre Guimarães (1994–1996) - Carlos Santana (1996–1997) - Enrique "Quique" Vásquez (1997–1998) - Carlos Castro (2002–2003) - Mario Solis (2003–2004) - Benjamín Mayorga (2004–2006) - Vinicio Alvarado (2010 –2014) | - Breansse Camacho (2014 –2015) - Gerardo Ureña (febrero de 2015–septiembre de 2015) - Juan Cruz Real (septiembre de 2015-octubre de 2015) - José Giacone (octubre de 2015-junio de 2016) - Fernando Palomeque (junio de 2016-febrero de 2017) - Daniel Casas (febrero de 2017-abril de 2017) |